# 新潟県道297号矢作長崎線
新潟県道297号矢作長崎線（にいがたけんどう297ごう やはぎながさきせん）は、新潟県西蒲原郡弥彦村内を通る一般県道である。

## 概要

### 路線データ

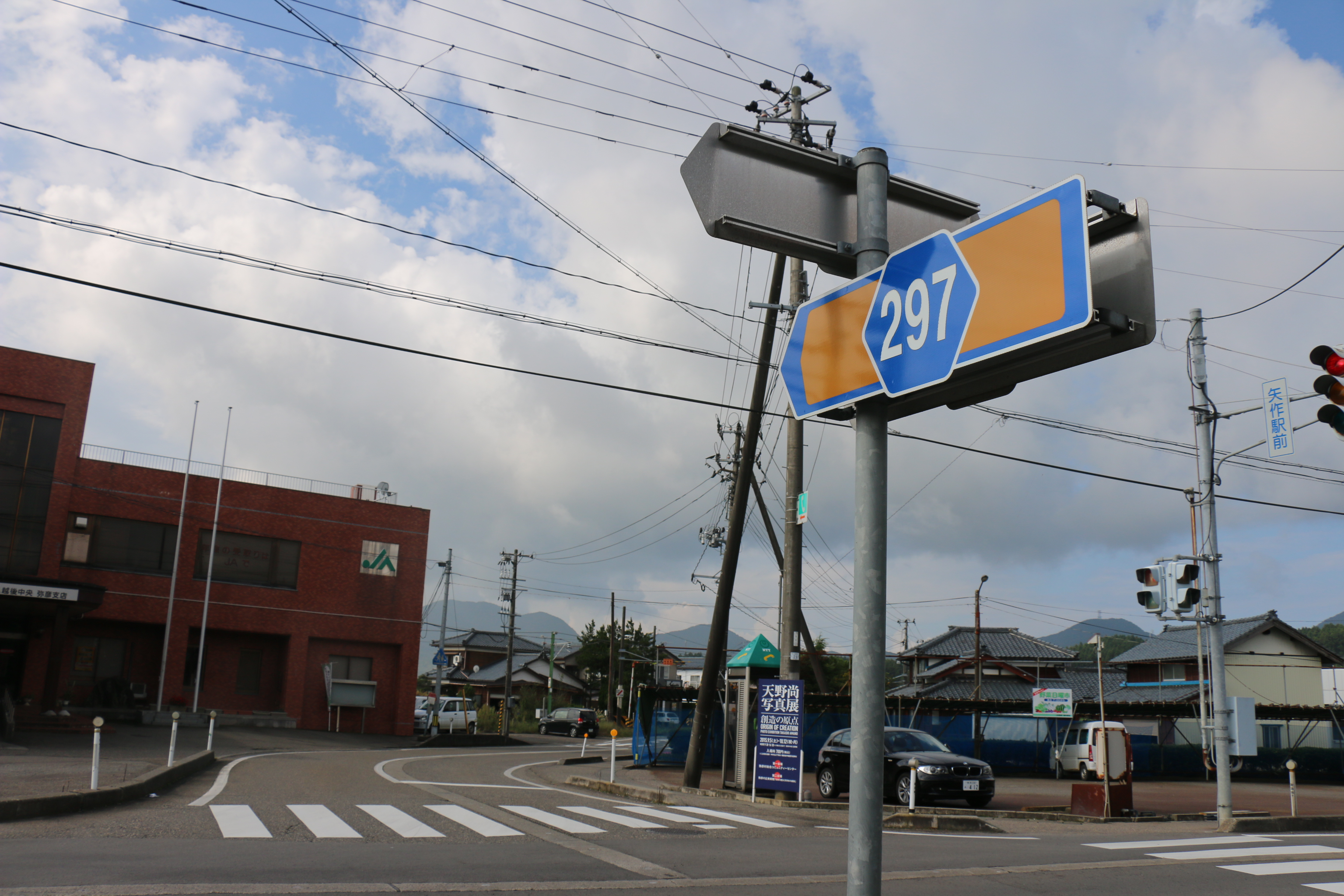
起点の矢作駅前交差点

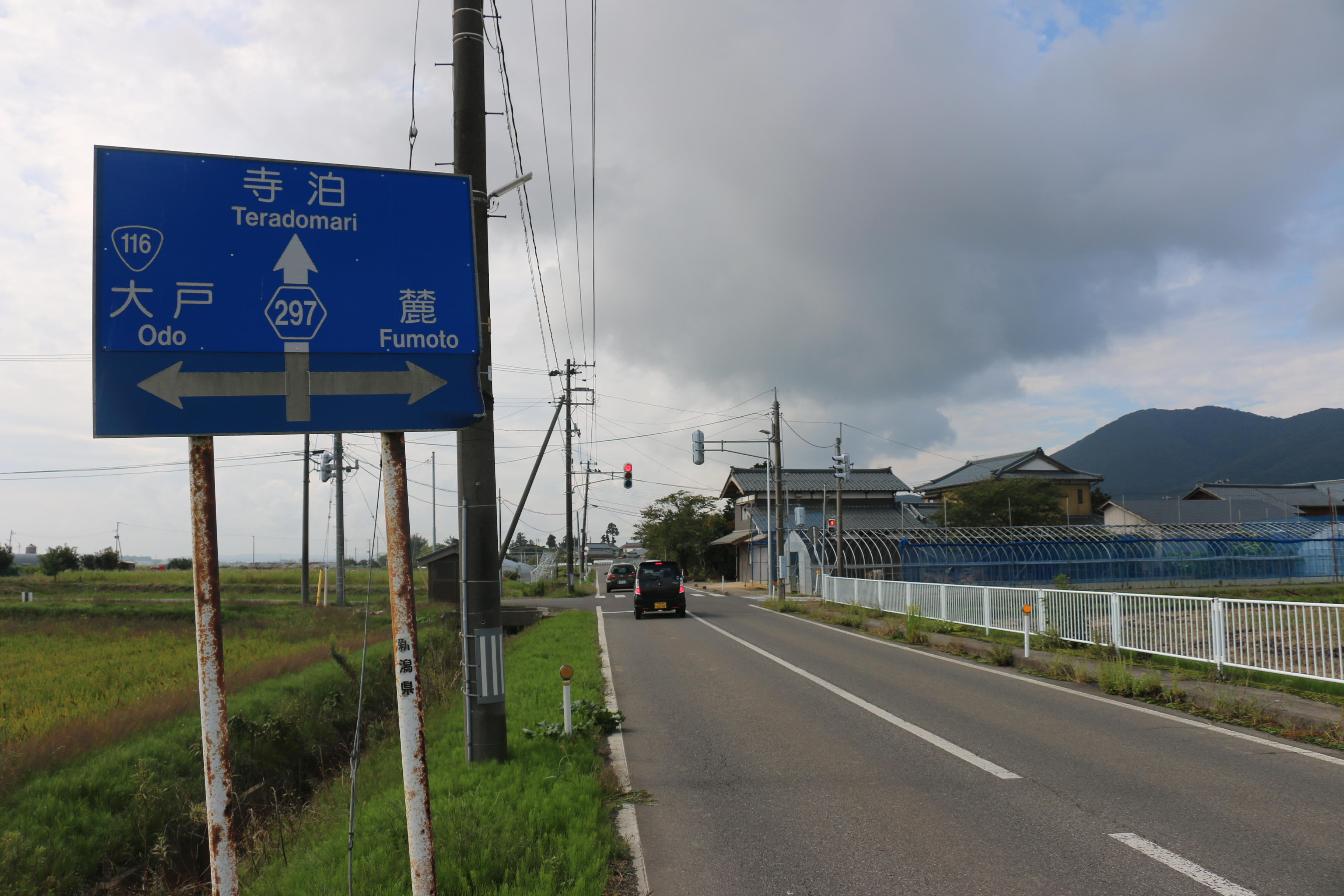
弥彦村村山付近

- 起点：新潟県西蒲原郡弥彦村大字矢作字半反田（新潟県道29号吉田弥彦線交点）
- 終点：新潟県西蒲原郡弥彦村大字麓字四石（新潟県道2号新潟寺泊線交点）

## 地理

### 通過する自治体
- 新潟県西蒲原郡弥彦村

### 接続する道路
- 新潟県道29号吉田弥彦線（起点：矢作駅前交差点）
- 新潟県道2号新潟寺泊線（終点：弥彦村大字麓字四石）

### 周辺
- JR弥彦線 矢作駅
- 弥彦村役場
- 弥彦村立弥彦中学校
- 弥彦村立弥彦小学校
- JA越後中央 弥彦支店
- 矢作簡易郵便局
- ひらせいホームセンター 弥彦店
- 道の駅国上
- 村山農村公園
- 鴨原多目的運動広場